# فلاديمير أفيلوف
فلاديمير أفيلوف (بالإستونية: Vladimir Avilov) هو لاعب كرة قدم إستوني في مركزي الوسط والدفاع، ولد في 10 مارس 1995 في ماردو في إستونيا. شارك مع منتخب إستونيا تحت 16 سنة لكرة القدم ‏ ومنتخب إستونيا تحت 19 سنة لكرة القدم ومنتخب إستونيا تحت 21 سنة لكرة القدم ومنتخب إستونيا تحت 23 سنة لكرة القدم ومنتخب إستونيا لكرة القدم. أما مع النوادي، فقد لعب مع نادي انفونت تالين.

## وصلات خارجية
- فلاديمير أفيلوف على موقع الاتحاد الأوربي (الإنجليزية)
- فلاديمير أفيلوف على موقع اتحاد إستونيا (الإنجليزية)
- فلاديمير أفيلوف على موقع قاعدة بيانات كرة القدم.إي يو (الإنجليزية)
- فلاديمير أفيلوف على موقع ناشيونال فوتبول تيمز (الإنجليزية)
- فلاديمير أفيلوف على موقع Soccerway.com (الإنجليزية)